# Гавриил Неврокопски
Гавриил е български духовник, архимандрит и константийски епископ на Българската православна църква, неврокопски митрополит на така наречения Алтернативен синод.

## Биография
Роден е в неврокопското село Гърмен със светското име Георги Галев. Завършва Софийската духовна семинария и Духовната академия през 1970 година, след което се замонашва в Рилския манастир. Ръкоположен е за дякон и презвитер и заема отговорни постове в Българската православна църква. През 1992 година преминава към Алтернативния синод и е ръкоположен от митрополит Пимен Неврокопски за стобийски епископ.
На Всеправославния събор в София на 1 октомври 1998 година Гавриил се разкайва и хиротонията му е призната „по крайно снизхождение“ и е приет в единството на Българската православна църква със сан епископ и титлата константийски. Гавриил обаче отказва да служи като викарий на наврокопския митрополит и се връща в Алтернативния синод. На 26 юни 1999 година е избран за негов неврокопски митрополит, след покаянието и връщането в БПЦ на митрополит Пимен. Въдворен е в катедралата „Въведение Богородично“ не от архиереи, а от местното свещенство. След края на разкола в Благоевград през 2004 година Гавриил не се покайва се оттегля в родното си село.
Умира на 17 януари 2008 година в Гърмен.